# آنی ادروس
آنی ادروس (انگلیسی: Ani Idrus; ۲۵ نوامبر ۱۹۱۸ – ۹ ژانویهٔ ۱۹۹۹) یک زن روزنامه‌نگار و گزارشگر برجستهٔ اهل اندونزی بود. او بنیانگذار روزنامه واسپادا به همراه همسرش محمد سعید در سال ۱۹۴۷ بود. فعالیت وی در سال ۱۹۳۰ به عنوان نویسنده در مجله پانجی پوستاکا (به انگلیسی: Panji Pustaka)، جاکارتا آغاز شد. در ۲۵ نوامبر ۲۰۱۹، گوگل ۱۰۱مین سالگرد تولد او را با گوگل دودل ستود.